# Set Nomos
Els Set Nomos (grec Hepta Nomoi, àrab Misr-Wostani = Egipte mitjà) fou el nom del districte que separava la Tebaida del Delta del Nil. El seu nom volia dir «Set territoris» que era una denominació política més que territorial.
Segons Ptolemeu i Agatàrquides el set nomos foren: Memfis, Heracleòpolis, Crocodrilòpolis, Afroditòpolis, Oxirinc, Cinòpolis i Hermúpolis. El gran i petit oasis feren part de la regió. De fet, a les assemblees regionals al Laberint hi havia nou i no set nomarques. Al sud arribava fins a Hermòpolis i al nord fins a la ciutat de Cercasorum. La regió tenia moltes pedreres destacant al nord, a Antínoe, les gorges de Beni Hassan (grec Speos Artemidos), i una mica més al sud les de Kum al-Ahmar; al desert hi havia pedreres d'alabastre que fou emprat pels sarcòfags i per altres treballs delicats; a les pedreres de Turah i Massarah als turons de Djebel al-Mokattam, a l'est de Memfis, es va obtenir la pedra per cobrir les piràmides.
Sota els làgides el districte fou governat per un epistrateg (έπιστράτηγος) i sota els romans per un procurador (procurator Augusti epistrategiae Septem Nomorum). Al segle iii cinc dels nomos (Memfis, Heracleòpolis, Crocodrilòpolis o Arsínoe, Afroditòpolis i Oxirinc) van ser units al de Leptòpolis per formar la província romana d’Arcàdia que va esdevenir aviat seu d'un arquebisbe.